# … von wegen!
… von wegen! (internationaler Titel: Yeah, right!) ist ein deutscher Spielfilm von Norbert Keil aus dem Jahr 2005.
Der 2004 fertiggestellte Film war die erste Langfilmproduktion von Keil, der zuvor nur Kurzfilme machte. Der Film wurde am 29. Oktober 2005 bei den Internationalen Hofer Filmtagen uraufgeführt. DVD-Versionen der romantischen Komödie erschien 2007 bei Cult Movies und 2008 bei Starmedia Home Entertainment und hatten im Gegensatz zum Hauptfilm die Altersfreigabe FSK 16. Als Extras befinden sich auf der DVD ein Making-of, der Filmsoundtrack sowie Keils Horror-Kurzfilm Viergeteilt im Morgengrauen aus dem Jahr 1999.

## Handlung
Im Mittelpunkt der Handlung steht die Reise des Paares Fabian und Jana, die per Anhalter nach Italien trampen wollen. Auf einem Parkplatz in den Alpen werden sie von einem luxuriösen Geländewagen fast überfahren. Der Fahrer des Fahrzeugs entpuppt sich in Folge als arroganter Schnösel, der die beiden auch noch anpöbelt. Nachdem er seinen Fahrzeugschlüssel auf dem Parkplatz verliert, entwenden Jana und Fabian aus Rache den Geländewagen und fahren damit weiter. Nach einer Weile stellen sie fest, dass sich noch die stark bekifft wirkende Freundin des Fahrzeugeigentümers auf der Rücksitzbank des Autos befindet, die langsam zu sich kommt und bei unsicherer Handhabung der Schusswaffe des Eigentümers mit dieser das Paar zum Umkehren zwingen will.
Um dies zu verhindern, beginnt Fabian erfolgreich die junge Frau durch das geschickte Erzählen origineller und zunehmend realitätsfremder werdender Geschichten zu beschwichtigen, die sich zunehmend mit wahren Erlebnissen aus seiner Vergangenheit vermischen und dann auch das Kennenlernen des Paares und seine Beziehung mit Jana betreffen. Zunehmend verliert er die Kontrolle über seine Geschichte und verstrickt sich immer mehr in ein Lügenmärchen, nachdem Janas bisherige Wahrnehmung so mancher Momente und Umstände scheinbar eine ganz andere war und es sie dann zu sehr verärgert. Sie besteht darauf, von Fabian endlich die reine Wahrheit zu hören, was diesem offensichtlich schwerfällt. Erschwerend stören dabei auch wiederkehrende Handy-Anrufe des Fahrzeugeigentümers.
Die zum Teil völlig phantastisch und dann auch wieder realistisch wirkenden Bestandteile von Fabians Geschichte lassen auch den Zuschauer oft im Unklaren darüber, was wahr oder frei erfunden sein könnte, und ermöglichten Keil eine Wanderung durch unterschiedliche Filmgenres.

## Rezension
„Ein liebenswerter Tunichgut erzählt uns seine Geschichte und Geschichten, besonders die Liebesaffären und Abenteuer in der Endzeitwüste nach dem großen Virus finden Beachtung. Regisseur Norbert Keil, aufgefallen bisher durch originelle Kurzfilme, die zum Beispiel auf dem Fantasy Filmfest oder vor 'Scream 3' zu sehen waren, zitiert sich munter durch die Genre und Beziehungskisten in einem sympathischen Liebesfilm, der den Kinostart nur knapp verpasste und trotz mancher Länge experimentierfreudige Romantiker und Filmfreaks nicht enttäuscht.“